# Mon amie et mon épouse
Pour plus de détails, voir Fiche technique et Distribution.
Mon amie et mon épouse (マダムと女房, Madamu to nyōbō) est une comédie dramatique japonaise réalisée par Heinosuke Gosho et sortie en 1931.
Le film est réputé pour être le premier film entièrement sonore japonais. 

## Synopsis
Un dramaturge en quête de quiétude pour travailler à sa pièce est constamment dérangé par les bruits alentour. Excédé en particulier par des voisins qui écoutent de la musique jazz très fort, il se rend chez eux pour protester et fait la rencontre d'une charmante jeune femme moderne et américanisée.
Séduit par elle, le dramaturge se met à apprécier cette musique occidentale, ce que ne voit pas d'un très bon œil sa propre femme qui en prend ombrage. Mais le dramaturge réussit à achever sa pièce en un temps record et ainsi, parvient à apaiser son épouse.

## Fiche technique
- Titre : Mon amie et mon épouse

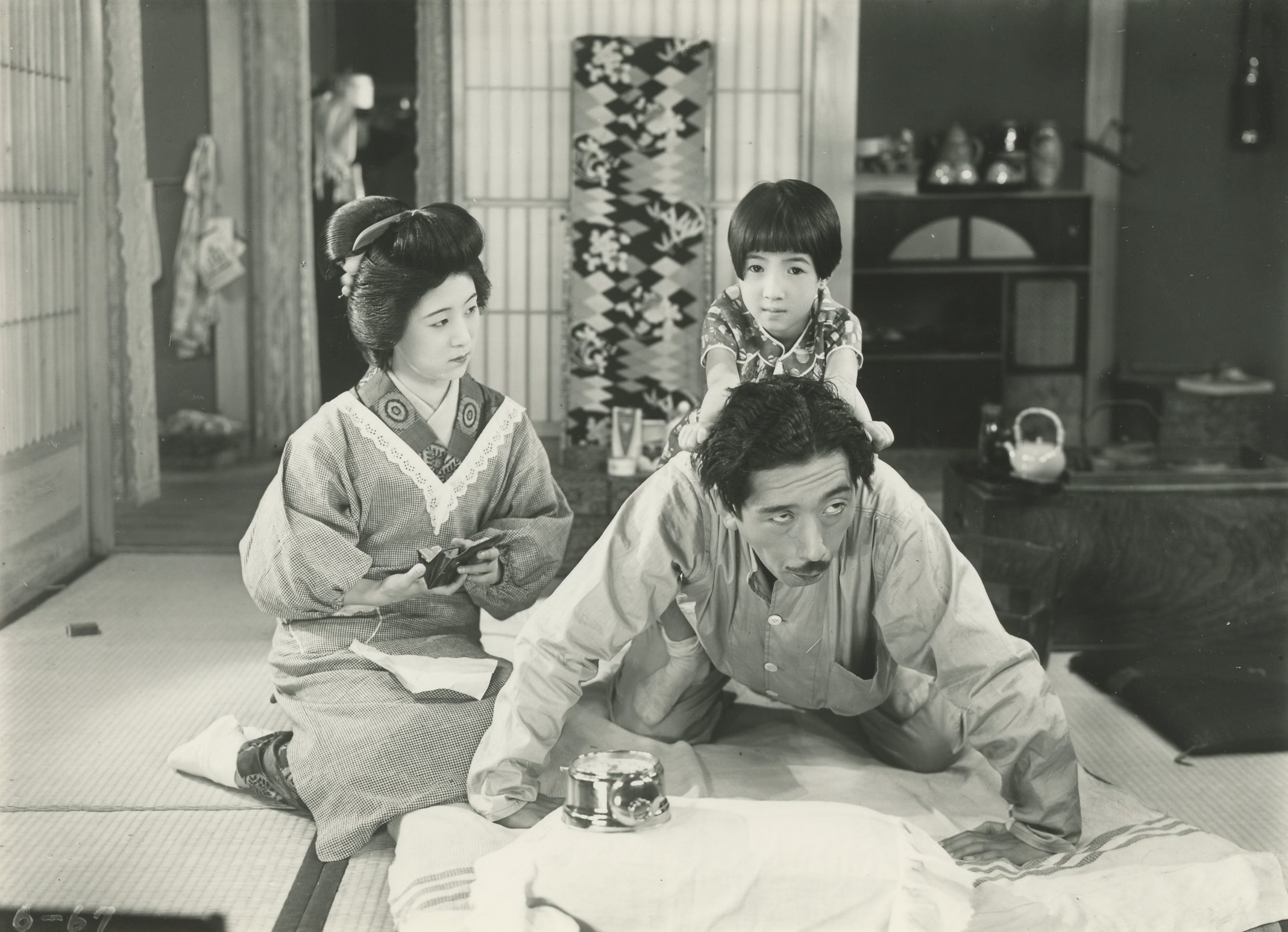
Scène du film avec de gauche à droite : Kinuyo Tanaka, Mitsuko Ichimura et Atsushi Watanabe

- Titre français alternatif : Mon épouse et la voisine[2]
- Titre original : マダムと女房 (Madamu to nyōbō?)
- Réalisation : Heinosuke Gosho
- Scénario : Akira Fushimi et Komatsu Kitamura
- Photographie : Monjiro Mizutani
- Musique : Tetsuo Kokai et Haruyo Shimada
- Producteur : Shirō Kido
- Sociétés de production : Shōchiku
- Pays d'origine :  Empire du Japon
- Langue : japonais
- Format : noir et blanc - 1,33:1 - son mono
- Genre : comédie
- Durée : 64 minutes[3] (métrage : 7 bobines - 1 751 m[3])
- Date de sortie :
  - Empire du Japon : 1er août 1931[3]

## Distribution

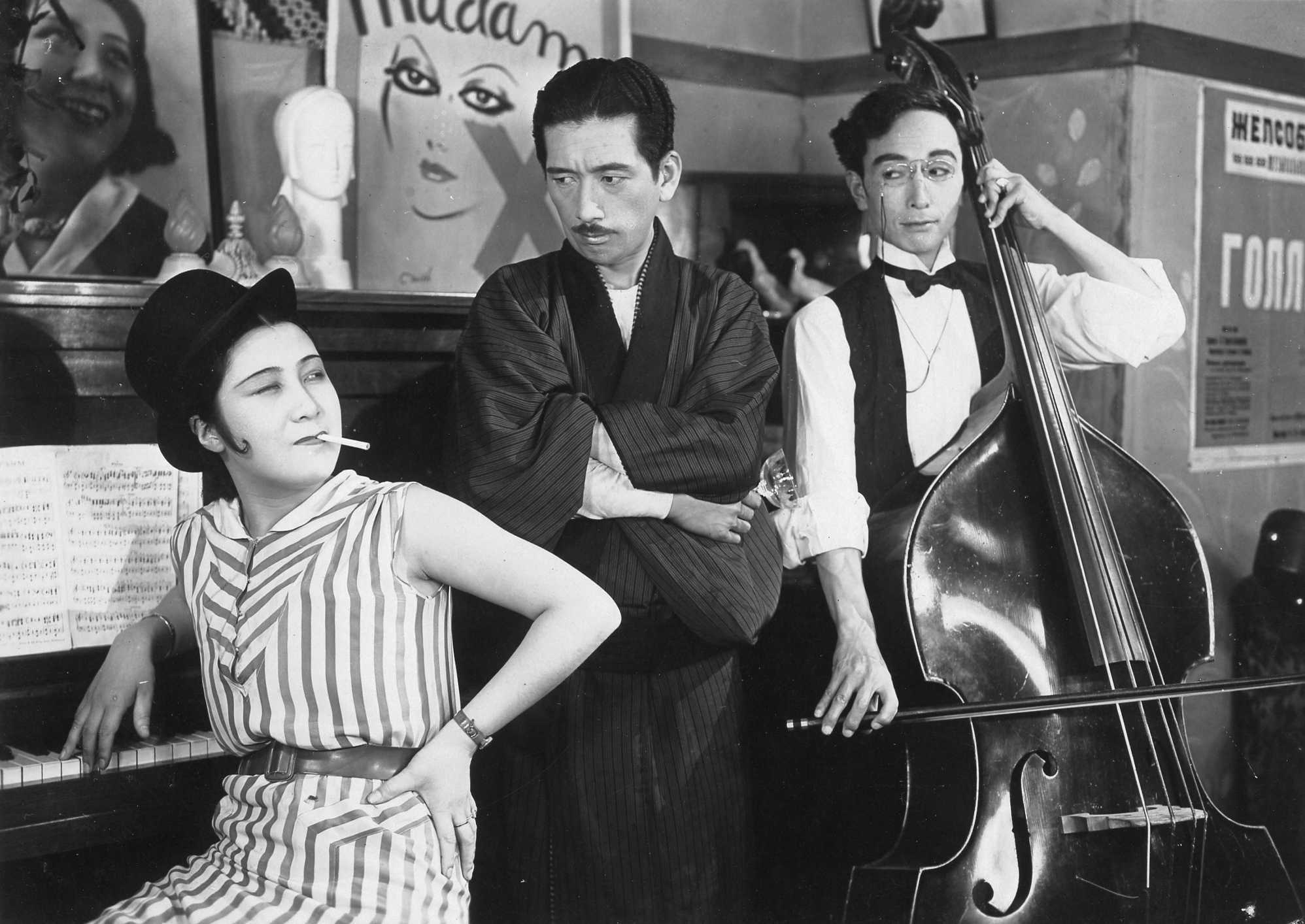
Scène du film avec de gauche à droite : Satoko Date, Atsushi Watanabe et Tokuji Kobayashi

- Atsushi Watanabe : Shinsaku Shibano, le dramaturge
- Kinuyo Tanaka : la femme du dramaturge
- Mitsuko Ichimura : Teruko, la fille du dramaturge
- Satoko Date : Sakiko Yamakawa ou Madame, la voisine
- Dekao Yokoo : le peintre
- Hisao Furuya : un ami de Shinsaku
- Yukiko Inoue : la fille chez les voisins
- Tokuji Kobayashi : un musicien
- Tokio Seki : un musicien
- Takeshi Sakamoto : le conducteur de la voiture
- Shin'ichi Himori
- Ichirō Tsukita

## Commentaire
Kinuyo Tanaka et Heinosuke Gosho ont collaboré ensemble sur 17 films entre 1926 et 1936. Née à Shimonoseki, Kinuyo Tanaka avait toujours l'accent de sa région natale pour ce premier film parlant en langue japonaise, si bien qu'au départ, elle n'était pas pressentie pour ce rôle,.
Avant Mon amie et mon épouse, il y a eu quelques tentatives de films sonores. Dans Le Pays natal (藤原義江のふるさと, Fujiwara Yoshie no furusato) de Kenji Mizoguchi en 1930, les chansons du ténor Yoshie Fujiwara sont enregistrées mais des intertitres sont utilisés pour les dialogues. Mon amie et mon épouse est donc le premier film japonais véritablement parlant.

## Récompense
- 1932 : Mon amie et mon épouse est classé meilleur film japonais de l'année 1931 par la revue Kinema Junpō[6]